# أبو اليقظان سحيم بن حفص
أبو اليقظان سحيم بن حفص الاخباري ( ت 190 هـ / 805 م) مؤرخ، وعالم بالأنساب والأخبار من أهل البصرة من أقدم المؤرخين في الإسلام من أهل القرن الثاني الهجري وتوفي في زمن هارون الرشيد عام (190 هـ/805 م)، وكان من أصلٍ أعجمي وهو مولى لقبيلة بني العجيف من بني تميم.
ذكره ابن النديم في كتاب الفهرست وقال:«أبو اليقظان النسابة كان عالماً بالأخبار والأنساب والمآثر والمثالب ثقة فيما يرويه وتوفي سنة تسعين ومائة». وقال ابن الساعي: «أخذ عنه كثير من أهل العلم». ومن أشهر تلاميذه خليفة بن خياط ومحمد بن حبيب البغدادي والمدائني.

## مؤلفاته
له كتب في الأنساب والأخبار وقد ضاعت جميعها، ولم يصل إلينا منها إلا نصوص متفرقه فيما ينقله عنه البلاذري في أنساب الأشراف. وخليفة بن خياط في تاريخه. وابن عساكر في تاريخ دمشق. وأبو الفرج الأصفهاني في كتاب الأغاني. وكتبه هي:
- كتاب النسب الكبير : وفيه أنساب بني تميم وقريش وكنانة وهذيل وبني أسد وقبائل قيس عيلان وربيعة وإياد.
- كتاب أخبار بني تميم.
- كتاب نسب خندف وأخبارها.
- كتاب النوادر